# Maxakalisaurus
Maxakalisaurus é um gênero de dinossauro herbívoro que viveu durante o período Cretáceo, há cerca de 80 milhões de anos, na América do Sul. Quando adulto media aproximadamente 13 metros de comprimento e pesava cerca de nove toneladas. Os primeiros fósseis deste animal foram encontrados na Serra da Boa Vista, a cerca de 45 km da cidade de Prata, na região  conhecida como Triângulo Mineiro, estado de Minas Gerais, Brasil. Após votação popular passou a ser também chamado de Dinoprata, em homenagem ao município onde foi encontrado.

## Descoberta
Durante estudos na região de Campina Verde a geóloga Karen Goldberg detectou alguns ossos e os levou ao Museu Nacional, onde posteriormente foram confirmados como sendo de dinossauros por Sérgio Azevedo, diretor da instituição na época.
Quatro expedições foram realizadas (1998, 2000, 2001 e 2002) pelo Setor de Paleovertebrados do Museu Nacional na rodovia Campina Verde, distante 45 km da cidade de Prata, Minas Gerais, na chamada Serra da Boa Vista.
Localizou-se num espaço de 40 m² um esqueleto parcial de Maxakalissauro, juntamente com dentes crocodilomórficos, vestígios de outros terópodes e de elementos de tartarugas. Também foram relatados ossos de um segundo Maxakalissauro e uma vértebra caudal que pode ou não ser da mesma espécie, porém considera-se que a maioria dos fósseis pertence a um único indivíduo.

## Descrição
O nome Maxakalisaurus topai (“lagarto Maxakali”) remete a um grupo indígena chamado Maxakalis, uma das tribos Macro-Jê que habita atualmente os municípios de Santa Helena de Minas e Bertópolis, no estado de Minas Gerais. A palavra Topa, no idioma maxakali, faz refere-se ao deus criador da terra. Sua descoberta se deu na Formação Adamantina, do Grupo Bauru, tendo provavelmente vivido no Cretáceo Superior, cerca de 80 milhões de anos, durante as eras geológicas de Turoniana a Santoniana (93,5 milhões de anos até 83,5 milhões de anos) ou durante as eras Campaniana a Maastrichtiana (83,5 milhões de anos até 65,5 milhões de anos). Ele se encaixa ao grupo dos Titanossauros, típicos saurópodes que habitaram em sua maioria a América do Sul, África e Índia, sendo o quinto deste tipo descoberto no Brasil. Viveram em bandos pastando pela região, na época com caracteres de semi-árido, caminhando com seu pesado corpo de aproximadamente 9 toneladas, sendo um dos maiores animais do continente Gondwana.

## Fósseis
Foram recolhidas doze vértebras cervicais, parte de sete costelas dorsais, uma coluna sacral neural, seis caudais, ambos os úmeros, uma osteoderma, uma fíbula incompleta, entre outros restos. O achado mais importante foi a da maxila direita com cinco alvéolos, sendo que os quatro primeiros ainda possuem os dentes. Tal elemento é inédito para titanossauros até então no Brasil. As vértebras cervicais foram comparadas com as de Gondwanatitan e Trigonossauro (únicos titanossauros brasileiros com cervicais conhecidas), e houve comparações com outros saurópodes a partir de outros ossos, como o Alamossauro e o Saltasaurus. A dificuldade maior está nas comparações ósseas com outros titanossauros brasileiros, pois muitos elementos ósseos não foram encontrados ou foram achados em poucos animais, como o úmero que foi encontrado apenas no Maxakalissauro e no Gondwanatitan.

## Aparência

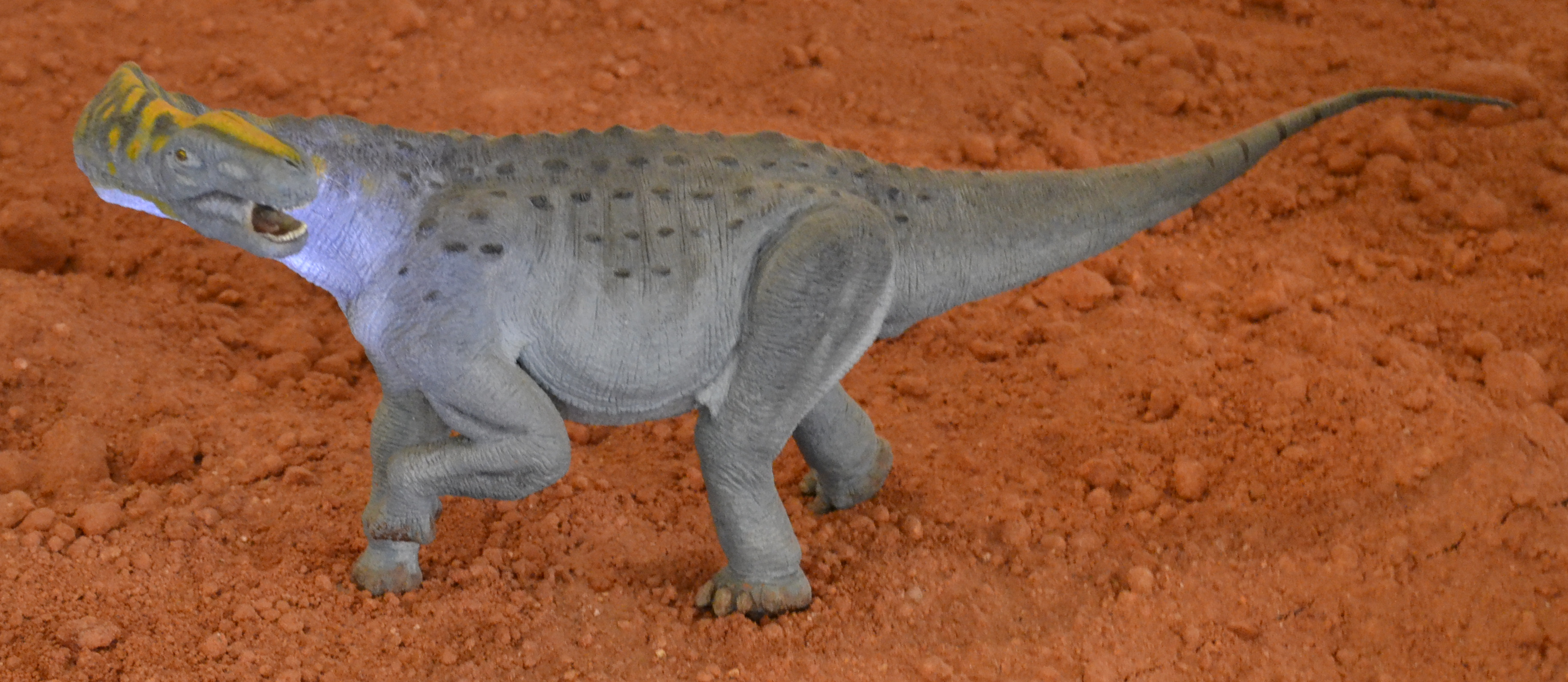
Miniatura do dinossauro Maxakalisaurus topai, em exposição no Museu Nacional, Rio de Janeiro.

O Maxakalissauro provavelmente tinha entre 13 a 20 metros de comprimento, com cerca de seis metros de altura e pesava em torno de nove toneladas e como a maioria dos saurópodes vivia em bandos e se alimentava constantemente de plantas. Embora seu tamanho não seja tão expressivo quanto seus parentes de outros países, ele está entre os maiores dinossauros do Brasil descobertos até então.
Entre os achados estão osteodermas que ficavam em seu dorso, uma espécie de couraça que protegia o animal de ataques de outros animais, tornando a região das costas dura e resistente. Essa característica o aparentava a um grupo específico de saurópodes titanossauros, os Saltasauridae, cujos animais apresentavam esta proteção dorsal. Todavia, comparado com o Saltassauro (dinossauro que deu nome à família Saltasauridae), existem diferenças no formato das osteodermas e, relacionando com outros titanossauros, vemos que o Maxakalissauro tinha uma proximidade filogenética com Isisaurus e Mendozasaurus que não pertencem a esse grupo especifico. Provavelmente o Maxakalissauro pertencia a um grupo irmão dos Saltasauridae ainda não estudado.

## Paleoecologia
O Maxakalissauro viveu num ambiente em contraste, com épocas de estiagem e períodos chuvosos, além de, provavelmente como outros saurópodes, ter vivido em manadas pastando por diversas regiões. Durante a descoberta de seus fósseis, foi constatada a presença de desgaste ósseo e dentes de crocodilomorfos e terópodes, indicando que o animal, após sua morte foi predado por carniceiros e, até mesmo, pisoteado por eles ou outros animais.

## Dinoprata

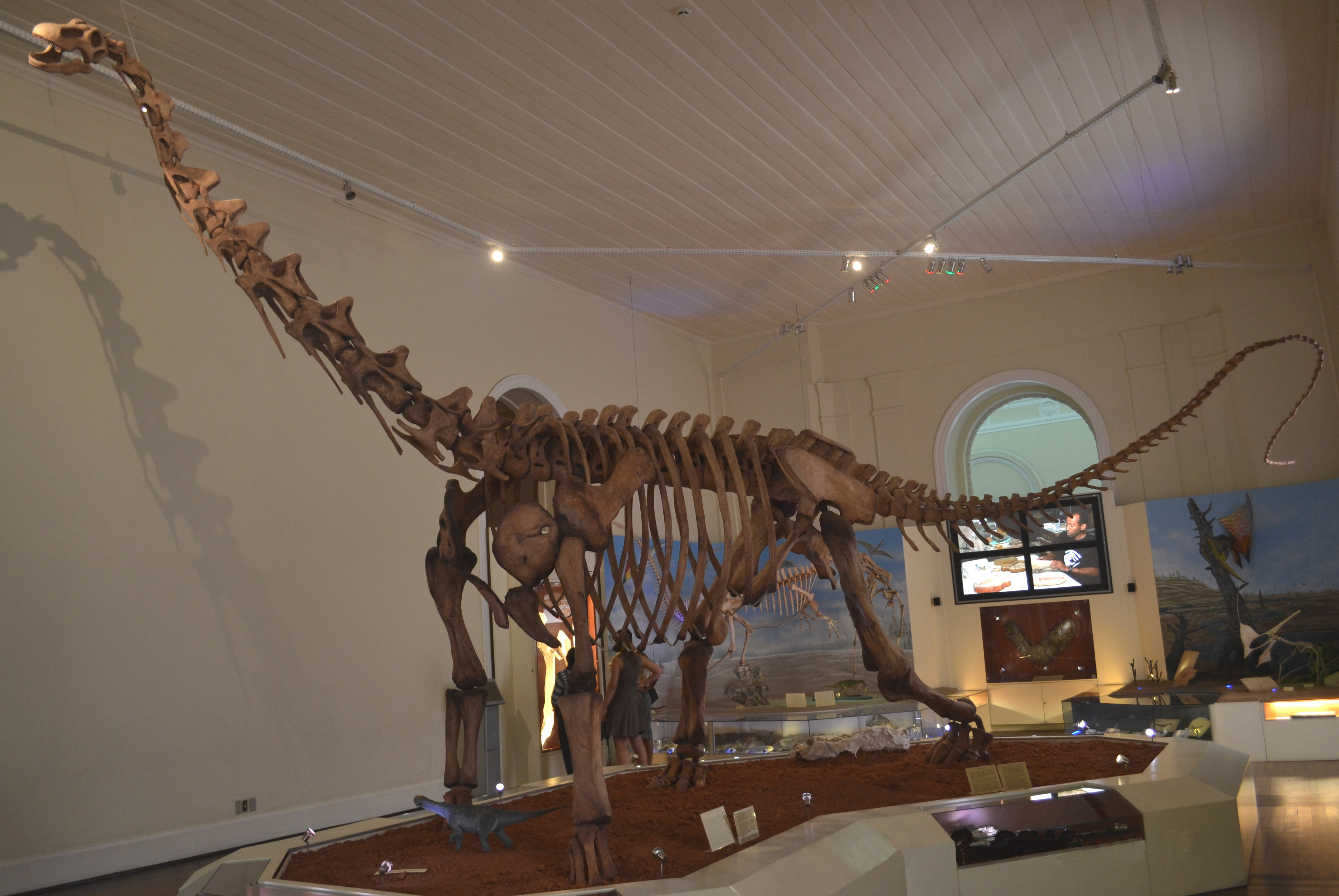
Esqueleto reconstituído do dinossauro Maxakalisaurus topai em exposição no Museu Nacional, Rio de Janeiro, antes da sua destruição pelo incêndio do Museu Nacional.

Em homenagem à descoberta do Maxakalissauro, houve um concurso que nomeou a nova espécie como Dinoprata, dada a localidade de seus fosseis. O Museu Nacional da Universidade Federal do Rio de Janeiro inaugurou também uma exposição onde uma réplica do esqueleto do dinossauro apresenta-se totalmente reconstituído, sendo a primeira vez no Brasil que se faz um trabalho desses com base em um dinossauro nacional de grande porte.
Mas infelizmente, a reconstituição do esqueleto do dinossauro, foi destruída pelas chamas do grande incêndio que ocorreu no Museu Nacional, no dia 02/09/2018.